# Alpineskiën op de Olympische Winterspelen 1948
Alpineskiën is een van de sporten die beoefend werden tijdens de Olympische Winterspelen 1948 in St. Moritz, Zwitserland. Deze wedstrijden golden tevens als wereldkampioenschap.

## Heren

### Afdaling
| rang   | sporter(s)       | land | tijd   |
| ------ | ---------------- | ---- | ------ |
| Goud   | Henri Oreiller   | FRA  | 2:55.0 |
| Zilver | Franz Gabl       | AUT  | 2:59.1 |
| Brons  | Karl Molitor     | SUI  | 3:00.3 |
| Brons  | Rolf Olinger     | SUI  | 3:00.3 |
| 5      | Egon Schöpf      | AUT  | 3:01.2 |
| 6      | Silvio Alverà    | ITA  | 3:02.4 |
| 6      | Carlo Gartner    | ITA  | 3:02.4 |
| 8      | Fernand Grosjean | SUI  | 3:03.1 |
|        |                  |      |        |
| 50     | Michel Feron     | BEL  | 3:34.3 |
| 70     | Philippe d'Ursel | BEL  | 3:51.0 |

### Slalom
| rang   | sporter(s)     | land | tijd   |
| ------ | -------------- | ---- | ------ |
| Goud   | Edy Reinalter  | SUI  | 2:10.3 |
| Zilver | James Couttet  | FRA  | 2:10.8 |
| Brons  | Henri Oreiller | FRA  | 2:12.8 |
| 4      | Silvio Alverà  | ITA  | 2:13.2 |
| 5      | Olle Dalman    | SWE  | 2:13.6 |
| 6      | Egon Schöpf    | AUT  | 2:14.2 |
| 7      | Jack Reddish   | USA  | 2:15.5 |
| 8      | Karl Molitor   | SUI  | 2:16.2 |

### Combinatie
| rang   | sporter(s)         | land | punten |
| ------ | ------------------ | ---- | ------ |
| Goud   | Henri Oreiller     | FRA  | 3.27   |
| Zilver | Karl Molitor       | SUI  | 6.44   |
| Brons  | James Couttet      | FRA  | 6.95   |
| 4      | Eduard Mall        | AUT  | 8.54   |
| 5      | Silvio Alverà      | ITA  | 8.71   |
| 6      | Hans Hansson       | SWE  | 9.31   |
| 7      | Vittorio Chierroni | ITA  | 9.69   |
| 8      | Hans Nogler        | AUT  | 9.96   |
|        |                    |      |        |
| 39     | Philippe d'Ursel   | BEL  | 45.15  |
| 42     | Michel Feron       | BEL  | 46.52  |

## Dames

### Afdaling
| rang   | sporter(s)         | land | tijd   |
| ------ | ------------------ | ---- | ------ |
| Goud   | Hedy Schlunegger   | SUI  | 2:28.3 |
| Zilver | Trude Beiser       | AUT  | 2:29.1 |
| Brons  | Resi Hammerer      | AUT  | 2:30.2 |
| 4      | Celina Seghi       | ITA  | 2:31.1 |
| 5      | Lina Mittner       | SUI  | 2:31.2 |
| 6      | Suzanne Thiollière | FRA  | 2:31.4 |
| 7      | Françoise Gignoux  | FRA  | 2:32.4 |
| 7      | Laila Schou Nilsen | NOR  | 2:32.4 |

### Slalom
| rang   | sporter(s)                  | land | tijd   |
| ------ | --------------------------- | ---- | ------ |
| Goud   | Gretchen Fraser             | USA  | 1:57.2 |
| Zilver | Antoinette Meyer            | SUI  | 1:57.7 |
| Brons  | Erika Mahringer             | AUT  | 1:58.0 |
| 4      | Georgette Miller-Thiollière | FRA  | 1:58.8 |
| 5      | Renée Clerc                 | SUI  | 2:05.8 |
| 6      | Anneliese Schuh-Proxauf     | AUT  | 2:06.7 |
| 7      | Resi Hammerer               | AUT  | 2:08.6 |
| 8      | Andrea Mead                 | USA  | 2:08.8 |

### Combinatie
| rang   | sporter(s)              | land | punten |
| ------ | ----------------------- | ---- | ------ |
| Goud   | Trude Beiser            | AUT  | 6.58   |
| Zilver | Gretchen Fraser         | USA  | 6.95   |
| Brons  | Erika Mahringer         | AUT  | 7.04   |
| 4      | Celina Seghi            | ITA  | 7.46   |
| 5      | Françoise Gignoux       | FRA  | 8.14   |
| 6      | Rosmarie Bleuer         | SUI  | 8.80   |
| 7      | Anneliese Schuh-Proxauf | AUT  | 9.76   |
| 8      | Hedy Schlunegger        | SUI  | 10.20  |

## Medaillespiegel
| rang | land             | goud | zilver | brons | totaal |
| ---- | ---------------- | ---- | ------ | ----- | ------ |
| 1    | Zwitserland      | 2    | 2      | 2     | 6      |
| 2    | Frankrijk        | 2    | 1      | 2     | 5      |
| 3    | Oostenrijk       | 1    | 2      | 3     | 6      |
| 4    | Verenigde Staten | 1    | 1      | 0     | 2      |
|      |                  | 6    | 6      | 7     | 19     |